# Trapdijk
De trapdijk is een Rotterdams idee voor een multifunctionele stadsdijk. Het is een trapsgewijs opgebouwde dijk zonder taluds, maar door de uitvoering met treden die op verschillende manieren gebruikt kunnen worden zeer veel breder dan een doorsnee dijk. Met het ontwerp wil men waterveiligheid en gebruiksfuncties combineren.
De ‘traptreden’ zijn volgens de ontwerpers te gebruiken voor wegen, parkeren, groen, bebouwing en waterberging. Dit in tegenstelling tot conventionele dijken, waarvan de schuin aflopende taluds vrijwel uitsluitend de functie van waterkering hebben. Een trapdijk kan zo worden ontworpen dat hij sterker en veiliger is dan een normale waterkering. Het gebruik van wanden in de trapdijk zorgt voor versterking van de dijk. De wanden of schermen voorkomen dat kwelwater doorsijpelt, met als gevolg minder verzilting van het grondwater. Het ontwerp van de trapdijk is te gebruiken voor nieuwe en bestaande dijken.
Het idee van de trapdijk speelt in op de verwachte stijgende waterstanden en de daarmee gepaard gaande grotere behoefte aan bescherming tegen overstromingen. Door de stijging van het waterpeil is het nodig om bestaande dijken te verhogen en te versterken. Bij traditionele dijken met taluds houdt een verhoging automatisch een verbreding van de dijk in. In een intensief gebruikt gebied is daar vaak geen ruimte voor of gaat die ruimte ten koste van bijvoorbeeld wonen of parkeren. Doordat de trapdijk allerlei stedelijke gebruiksfuncties kan herbergen is het mogelijk hem in te passen in een stedelijke situatie.

## Techniek
De trapdijk is een taludloze dijk, die in plaats van twee glooiende hellingen aan beide zijden van de kruin een aantal vlakke ‘treden’ heeft. De treden van de dijk kunnen worden gevormd door schermen of (dam)wanden, maar ook door bebouwing. De trapdijk bevat van de voet tot de top (dam)wanden of andere grondkerende constructies van ongelijke lengte die even diep de grond in gaan. Door ze trapsgewijs te plaatsen, ontstaat een oplopende reeks van wanden. De ruimte tussen de wanden wordt opgevuld met grond. De trapdijk kan ook holle elementen bevatten, bijvoorbeeld voor parkeerplaatsen of een tunnel. De ontwerphoogte van de trapdijk kan aan iedere waterstand worden aangepast.

## Kenmerken
De trapdijk biedt, door het gebruik van vlakke treden in plaats van taluds, voor meerdere doeleinden bruikbare oppervlakten: ruimte voor wegen, groen, bebouwing en parkeren. Door het multifunctionele gebruik van de traptreden verbindt de trapdijk buiten- en binnendijks gebied. De trapdijk is ook een methode om waterkeringen te verbeteren. Veel dijken zijn verouderd en lekken kwelwater. De druk van het kwelwater neemt toe doordat de zeespiegel stijgt en het maaiveld zakt. Het kwelwater sijpelt gemakkelijker onder en door de dijken heen. De verticale, nauwelijks waterdoorlatende schermen van de trapdijk vergroten de stabiliteit van de dijk. Een trapdijk kan veel breder of hoger uitvallen dan strikt volgens veiligheidseisen nodig is. Als de dijk breder of hoger wordt dan strikt nodig, kunnen de huidige beperkingen vervallen voor het plaatsen van bomen en bebouwing op een dijk. Het waterschap moet hier goedkeuring voor geven.

## Vergelijkingsmateriaal
Gemeentewerken Rotterdam heeft het principe van de trapdijk ontwikkeld vanwege de behoefte dijkversterking te combineren met het mogelijk maken van multifunctioneel gebruik. In Japan bestaan al zogenoemde ‘superlevees’: zeer brede dijken met bebouwing erop. Deze bevatten echter wel taluds, waardoor ruimte verloren gaat. In Nederland en ook daarbuiten bestaan kleinschalige voorbeelden van maatwerkoplossingen met verticale wanden, om lokale ruimteproblemen op te lossen. Bij de trapdijk is als filosofie bewust gekozen voor een ontwerp dat gericht is op een grotere bescherming tegen het water en multifunctioneel ruimtegebruik.

## Plannen
Het ontwerp voor een eerste trapdijk is in 2009 goedgekeurd. De bouw van deze dijk is in 2015 nog in planning, ze zal gerealiseerd worden bij de toekomstige wijk Parkstad in Rotterdam-Zuid. De bestaande Hilledijk in Rotterdam wordt daar omgevormd tot trapdijk. Het ontwerp gaat uit van treden die breed genoeg zijn voor woningen en wegen. Op de kruin komt een park.
De Hilledijk is een kleine groene dijk tussen de Afrikaanderwijk en de Kop van Zuid. Hij zal, als onderdeel van de herontwikkeling van een oud rangeerterrein tot woongebied, omgevormd worden tot een trapdijk met een technische levensduur van 100 jaar. De dijk maakt deel uit van een verhoogd maaiveld waardoor in feite sprake is van een doorbraakvrije waterkering. Bebouwing van de trapdijk is toegestaan zolang die buiten het dijkprofiel blijft en de kruin van de dijk toegankelijk is. De dijk is als het ware in het landschap verstopt. De waterkering is overgedimensioneerd om een lange levensduur te garanderen.